# Patrick Mouratoglou
Pour les articles homonymes, voir Mouratoglou.
Patrick Mouratoglou est un entraîneur de tennis français, né le 8 juin 1970 à Neuilly-sur-Seine.
Il a été, de 2012 à 2022, l'entraîneur de la joueuse américaine Serena Williams, détentrice de vingt-trois titres individuels en Grand Chelem durant l'ère Open et quadruple championne olympique.
Il a entraîné d'autres joueurs professionnels, parmi lesquels on compte, entre autres Márcos Baghdatís, Jérémy Chardy, Grigor Dimitrov, Anastasia Pavlyuchenkova, Aravane Rezaï, Laura Robson, Julia Vakulenko, Yanina Wickmayer, Stéfanos Tsitsipás, joueur grec, classé 3e mondial en avril 2022, Holger Rune, classé 4e mondial en août 2023. Il entraîne actuellement Naomi Osaka, classée 1re mondiale en janvier 2019.
Il a fondé sur la Côte d'Azur, sur le territoire de la commune de Biot, une école de tennis qui porte son nom : l'Académie de Tennis Mouratoglou.
Patrick Mouratoglou est également consultant pour plusieurs médias comme ESPN, Eurosport, France Télévisions ou Tennis Majors et mène de nombreuses activités entrepreneuriales. Il est notamment le fondateur du tournoi UTS (Ultimate Tennis Showdown) ou encore de sa marque de vêtements de sport Mouratoglou Apparel.

## Biographie
Patrick Mouratoglou est né le 8 juin 1970 d'un père grec et d'une mère française à Neuilly-sur-Seine. Son père est l'homme d'affaires Pâris Mouratoglou, président fondateur d'EDF Énergies Nouvelles.
Il découvre le tennis à l'âge de 4  ans. D’une timidité maladive, il connaît, jusqu'à ses 13 ans, une enfance chaotique faite de souffrances psychiques.
Joueur de tennis prometteur dans les catégories jeunes, il est repéré par les instances fédérales mais ne passe finalement jamais professionnel.
Il fonde en 1996 une première académie en s’associant avec Bob Brett. Quelques années plus tard, l’académie prend ses quartiers à Thiverval-Grignon dans les Yvelines et devient la Mouratoglou Tennis Academy.
De 2000 à 2007, Patrick Mouratoglou crée en parallèle une structure de management sportif et fait signer de nombreux futurs talents comme Marion Bartoli, alors âgée de 14 ans, Caroline Wozniacki, 10 ans, et Márcos Baghdatís, 14 ans.
Il prend un virage dans sa carrière et devient coach sur les circuits professionnels ATP et WTA.
Sous sa direction à partir de 1999, Márcos Baghdatís devient numéro un mondial junior puis membre du top 10 chez les professionnels, atteignant notamment la finale de l'Open d'Australie en 2006.
En 2006, Patrick Mouratoglou entame sa collaboration avec Anastasia Pavlyuchenkova, alors classée à la 350e place mondiale au classement WTA. En l’espace de deux saisons, la joueuse russe grimpe jusqu’à la 25e place mondiale et remporte le prix de la meilleure progression de l'année,.
De 2009 à 2010, il entraîne la Française Aravane Rezaï qui passe du top 50 mondial au top 15 avec trois titres WTA et des victoires sur l’ensemble du top 5 mondial.
En 2010, Yanina Wickmayer alors 16e mondiale le choisit comme entraîneur et atteindra avec lui la 12e place mondiale. En 2011, il accueille  dans son académie Jérémy Chardy.
De mars à septembre 2012, il entraîne Grigor Dimitrov.
À partir de septembre 2012, il s'occupe exclusivement de Serena Williams, avec qui il a entamé une collaboration deux mois plus tôt, juste avant le tournoi de Wimbledon.
En septembre 2024, il devient officiellement le coach de Naomi Osaka, ex numéro 1 mondiale.

## Collaboration avec Serena Williams
Quand ils commencent à travailler ensemble, Serena Williams est no 5 mondiale et vient de perdre pour la toute première fois au premier tour d'un tournoi du Grand Chelem, à Roland-Garros face à Virginie Razzano. Convaincue de pouvoir revenir au plus haut niveau, elle décide de faire appel à une aide extérieure à son cercle familial, alors que son père Richard Williams est le seul entraîneur qu'elle ait eu, depuis l’enfance. Elle contacte Patrick Mouratoglou, alors coach de Grigor Dimitrov, avec l'objectif de gagner un ultime tournoi du Grand Chelem.
Serena Williams fait finalement mieux puisque, depuis sa collaboration avec Mouratoglou, elle a remporté deux fois Wimbledon (2012 et 2015), trois fois l'US Open (2012, 2013 et 2014), deux fois Roland-Garros (2013 et 2015), deux fois l'Open d'Australie (2015 et 2017), trois Masters féminins (2012, 2013 et 2014) et la médaille d'or olympique en simple et en double à Londres (2012).
Elle retrouve la première place mondiale en février 2013 à l'issue de sa qualification pour la finale au tournoi de Doha, et conserve la tête jusqu'en septembre 2016. À 31 ans et 4 mois, elle devient aussi la numéro 1 mondiale la plus âgée de l’histoire du tennis, occupant cette place pendant 186 semaines consécutives, égalant le record de Steffi Graf.
Entre 2012 et sa retraite en 2022, Serena Williams a remporté neuf tournois du Grand Chelem sur 18 disputés sous la tutelle de Patrick Mouratoglou, soit une moyenne d'un tournoi majeur sur deux. À l'Open d'Australie de 2017, elle remporte son 23e Grand Chelem et dépasse alors le record de victoires en Grand Chelem dans l'ère Open, jusque-là détenu par Steffi Graf.
Serena Williams est alors en quête d'un 24e titre du Grand Chelem pour égaler le record absolu détenu par Margaret Smith Court. Elle obtient une première opportunité à Wimbledon en 2018, mais elle s'incline en finale contre Angelique Kerber. La même année, elle atteint à nouveau la finale à l'US Open, mais elle perd contre Naomi Osaka, dans un match marqué par un conflit entre la joueuse et l'arbitre, qui lui inflige successivement deux avertissements, dont le premier pour coaching, équivalent à un point de pénalité, puis un jeu de pénalité en raison de l'agression verbale de Williams envers lui. Patrick Mouratoglou admet ensuite avoir coaché Serena Williams en faisant des gestes depuis les gradins.

## Mouratoglou Tennis Academy
Après 20 ans en région parisienne, il délocalise en 2016 son académie de tennis à Sophia Antipolis inaugurée officiellement le 19 septembre 2016. Avec 34 courts de tennis sur un complexe sportif et hôtelier de 12 hectares, la Mouratoglou Academy est alors la plus grande Académie de tennis d'Europe. Reconnue pour la qualité de sa formation aussi bien sportive que scolaire, l’Académie accueille près de 4000 stagiaires par an et 200 joueurs en filière tennis-études à plein temps. Ces joueurs cohabitent dans un environnement multiculturel avec plus de 40 nationalités différentes. La Mouratoglou Academy a formé quatre numéros un mondiaux chez les juniors, des vainqueurs de Grands Chelems juniors, puis aidé plus de 40 joueurs à intégrer le top 100 ATP ou WTA. L'Académie est le centre d'entraînement le plus performant au monde et voit régulièrement passer des champions tels que Novak Djokovic, Serena Williams, Grigor Dimitrov, Andy Murray.
L'Académie dispose également de quatre terrains de padel, un terrain multisports, deux piscines ainsi qu’une piste d’athlétisme et une salle de musculation dédiées à la préparation physique. Elle accueille aussi un centre médico-sportif consacré à la rééducation et à la réathlétisation incluant hammam, thermo sauna, cryothérapie et bassins de récupération. Les sportifs pouvant consulter sur place des médecins, kinésithérapeutes et ostéopathes.

## Activités diverses
En 2014, il crée la fondation Champ'Seed qui vient en aide aux meilleurs joueurs juniors internationaux dont les ressources ne sont pas suffisantes.
Il est également consultant tennis pour les médias, en particulier lors des tournois du Grand chelem pour les chaînes Eurosport, Fox Asia et ESPN. Il intervient aussi lors de séminaires et conférences pour des entreprises comme Accor ou Goldman Sachs.
Depuis 2017, il organise chaque année un tournoi international de tennis en fauteuil avec Michaël Jeremiasz et Cédric Mocellin. Le French Riviera Open se déroule à la Mouratoglou Academy à Sophia Antipolis et rassemble les meilleurs joueurs mondiaux de la discipline.
Le 28 février 2020, il inaugure un complexe hôtelier.
Patrick Mouratoglou a également publié deux ouvrages : Éduquer pour gagner en 2007, et Le Coach en 2015, un ouvrage à caractère autobiographique qui retrace son parcours depuis l'enfance.
Il a développé avec le studio Rebound Capital Games une application mobile dédiée aux fans de tennis, appelé Tennis Manager, un jeu de management en ligne, où les utilisateurs gèrent différentes facettes de la carrière d’un joueur virtuel.